# Wilbur Cortez Abbott
Wilbur Cortez Abbott (* 28. Dezember 1869 in Kokomo, Indiana; † 3. Februar 1947 in Boston, Massachusetts) war ein US-amerikanischer Historiker und Pädagoge.

## Leben
Wilbur Cortez Abbott war der  Sohn von Thomas W. und Eleanor L. Holiday Abbott. Er besuchte das in Crawfordsville (Indiana) gelegene Wabash College, an dem er 1892 seinen Abschluss machte. 1897 erwarb er an der University of Oxford den akademischen Grad eines Bachelor of Letters. Er unterrichtete dann Geschichte an der Cornell University sowie an der University of Michigan und wurde 1899 Dozent der Geschichte am Dartmouth College. Am 6. September 1899 heiratete er Margaret E. Smith, mit der er die Tochter Mary Eleanor und den Sohn Charles Cortez hatte.
Lehrstühle bekleidete Abbott sodann von 1902 bis 1908 an der University of Kansas und von 1908 bis 1920 an der Yale University, woraufhin er 1920 als Ersatz für Harold Laski an die Harvard University wechselte. 1921 wurde er zum Fellow der American Academy of Arts and Sciences gewählt. Die Professur an der Harvard University hatte er bis 1937 inne.
Das historische Hauptinteressensgebiet Abbotts war die Ära des bedeutenden, im 17. Jahrhundert lebenden britischen Politikers Oliver Cromwell, für welches Gebiet er als Experte Anerkennung fand. Seinen Studenten schärfte er ein, dass Geschichtsschreibung mehr als eine bloße Anhäufung von Fakten sei, sondern dass diese Fakten in ihren Gesamtkontext eingebettet werden sollten; ferner müssten sich Historiker auch um hohe literarische Qualität ihrer Werke bemühen, damit diese gelesen würden.
Auch als Dichter versuchte sich Abbott. Nach seinem Rückzug von der Lehrtätigkeit setzte er von 1938 bis 1946 seine Studien als wissenschaftlicher Mitarbeiter der Yale University fort. Er starb 1947 in Boston im Alter von 77 Jahren.

## Werke
- Colonel Thomas Blood, Crown Stealer, 1618–1680, 1910
- The Expansion of Europe. A History of the Foundations of the Modern World, 2 Bde., 1918
- Colonel John Scott of Long Island, 1918
- Conflicts with Oblivion, 1924
- The New Barbarians, 1925
- A Bibliography of Oliver Cromwell, 1929
- New York in the American Revolution, 1929
- An Introduction to the Documents Relating to the International Status of Gibraltar, 1704–1934, 1934
- Adventures in Reputation, with an Essay on "Some New History and Historians", 1935
- The Writing and Speeches of Oliver Cromwell; with an Introduction, Notes, and Sketch of His Life, gemeinsam mit C. D. Crane, 4 Bde., 1937–1947